# Piazza della Scala
La Piazza della Scala es una plaza peatonal de Milán, Italia, conectada a la plaza principal de la ciudad (Piazza del Duomo) mediante la Galería Víctor Manuel II. Se llama así en honor al conocido Teatro alla Scala, que ocupa el lado noroeste de la plaza; este edificio contiene además del teatro el Museo Teatrale alla Scala, dedicado a la historia de La Scala y la ópera en general. En el lado opuesto a La Scala, el sudeste, está el Palazzo Marino, el ayuntamiento de Milán. Otro edificio importante situado en la plaza es el Palazzo della Banca Commerciale Italiana, en el lado noreste. El lado suroeste de la plaza alberga la entrada a la Galería Víctor Manuel II y el Palazzo Beltrami. La mayor parte de los edificios de la plaza son obra del arquitecto Luca Beltrami, quien diseñó el palacio homónimo, la fachada del Palazzo Marino, y el edificio de la Banca Commerciale Italiana. En el centro de la plaza hay un monumento a Leonardo da Vinci, obra del escultor Pietro Magni (1872).

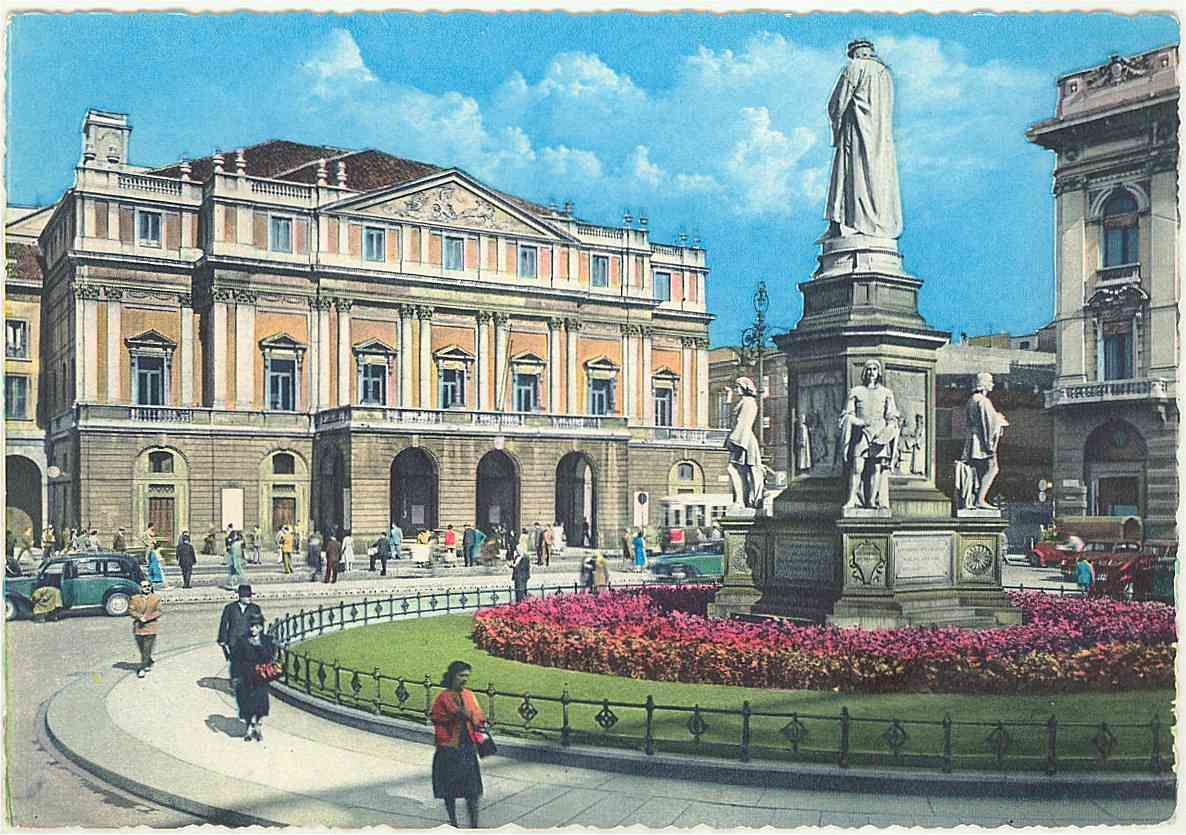
La Piazza della Scala en 1964 con el monumento a Leonardo da Vinci y al fondo el Teatro alla Scala

La contrada della Scala nel 1855, prima della realizzazione dell'omonima piazza. I portici che si intravedono sulla destra appartengono al Teatro alla Scala.

## Historia
La Piazza della Scala es una plaza abierta relativamente reciente en la historia de Milán. El edificio más antiguo de la plaza, el Palazzo Marino, data de 1563; en esa época, sin embargo, la plaza no existía y la actual plaza estaba ocupada por edificios. La fachada principal del Palazzo Marino era la que daba a la Piazza San Fedele, hacia el sudeste (es decir, exactamente opuesto a la Piazza della Scala). Del mismo modo, cuando se construyó La Scala (en 1778), daba hacia una calle en lugar de una plaza. No fue hasta finales del siglo XIX cuando las autoridades de Milán iniciaron una ambiciosa renovación de la zona, que incluía la creación de la plaza. Luca Beltrami diseñó el Palazzo Beltrami (1886), posteriormente la nueva fachada del Palazzo Marino (1888-1892), y, mucho después, el edificio de la Banca Commerciale (1923-1927).

## Edificios y monumentos
| Imagen                                            | Detalles |
| ------------------------------------------------- | --- |
| Teatro alla Scala                                 | Teatro alla Scala Arquitecto: Giuseppe Piermarini Construido entre 1776 y 1778                                                       |
| Il Casino Ricordi affiancato al Teatro alla Scala | Casino Ricordi Arquitecto: Giacomo Tazzini Construido entre 1830 y 1831                                                              |
| Palazzo Marino                                    | Palazzo Marino Arquitecto: Galeazzo Alessi. Nueva fachada de Luca Beltrami en 1892 Construido entre 1557 y 1563                      |
| Galleria Vittorio Emanuele II                     | Galería Víctor Manuel II Arquitecto: Giuseppe Mengoni Construida a partir de 1865                                                    |
| Monumento a Leonardo da Vinci                     | Monumento a Leonardo da Vinci Escultor: Pietro Magni Inaugurado en 1872 en ocasión de la Segunda Exposición nacional de Bellas Artes |
| Palazzo della Banca Commerciale Italiana          | Palazzo della Banca Commerciale Italiana Arquitecto: Luca Beltrami Terminado a principios del siglo XX                               |
| Palazzo Beltrami                                  | Palazzo Beltrami Arquitecto: Luca Beltrami Construido en los años veinte del siglo XX                                                |
| Il Monumento a Giulio Ricordi                     | Monumento a Giulio Ricordi Scultore: Luigi Secchi Inaugurato nel 2016                                                                |